# Mark Chaloner
Pour les articles homonymes, voir Chaloner.
Mark Chaloner, né le 23 mai 1972 à Nocton, est un joueur professionnel de squash représentant l'Angleterre. Il atteint la 7e place mondiale en septembre 2001, son meilleur classement.
Il est président de l'Association professionnelle de squash (PSA) de 2002 à 2007.

## Palmarès

### Titres
- Windy City Open : 1995
- Championnats du monde par équipes : 1995
- Championnats d'Europe par équipes : 6 titres (1996, 1998, 2000-2003)

### Finales
- Open de Hongrie : 1994
- Championnats britanniques : 2 finales (1996, 1998)